# ديفيد فيانا
ديفيد فيانا (22 يناير 1992 في فرنسا - ) هو لاعب كرة قدم برتغالي في مركز الوسط. شارك مع منتخب البرتغال تحت 17 سنة لكرة القدم ومنتخب البرتغال تحت 18 سنة لكرة القدم ومنتخب البرتغال تحت 19 سنة لكرة القدم. أما مع النوادي، فقد لعب مع ريال سالت ليك ونادي أولهانينسي ونادي لوتون تاون وأتلتيكو مدريد ج.

## وصلات خارجية
- ديفيد فيانا على موقع الدوري الأمريكي (الإنجليزية)
- ديفيد فيانا على موقع قاعدة بيانات كرة القدم.إي يو (الإنجليزية)
- ديفيد فيانا على موقع Soccerway.com (الإنجليزية)